# CBC土曜ニュースワイド
『CBC土曜ニュースワイド』（シービーシーどようニュースワイド）は、1999年4月3日から2002年3月30日まで中部日本放送（CBC）で放送されていた報道番組・情報番組である。放送時間は毎週土曜 18:00 - 18:30（日本標準時）。

## 概要
それまで平日夕方に放送されていた『CBCニュースワイド』が、『ミックスパイください』との統合で『ユーガッタ!CBC』になるのに伴い、土曜版のみがニュースワイドの名を残す形で存続したのが本番組である。キャスターも全員『CBCニュースワイド』末期の出演者で、同番組平日版のキャスターを務めていた大園康志と加藤由香、土曜版のキャスターを務めていた吉村洋子が引き続き出演していた。
番組は3年にわたって放送されていたが、2002年春の改編で終了。替わって『ユーガッタ!CBC』の土曜版である『ユーガッタ!Weekend』がスタートした。これにより、28年間にわたってCBCのローカルニュースで使われ続けたニュースワイドの名が消滅した。
この番組の放送期間中、系列他局が同時間帯に放送していた『ウルトラマンガイア』や『ゾイド -ZOIDS-』などは、CBCでは土曜17時台に7日遅れで放送されていた。

## 出演者
- 大園康志（当時CBCアナウンサー）
- 吉村洋子（当時CBCアナウンサー） - 2000年3月まで出演。
- 加藤由香（CBCアナウンサー）